# Jeon Sang-hoon
Đây là một tên người Triều Tiên, họ là Jeon.
Jeon Sang-hoon (tiếng Hàn: 전상훈; sinh ngày 10 tháng 9 năm 1989) là một cầu thủ bóng đá Hàn Quốc thi đấu ở vị trí hậu vệ cho Daejeon Citizen ở K League 2.

## Sự nghiệp
Jeon Sang-hoon được lựa chọn bởi Daejeon Citizen ở đợt tuyển quân K League 2011.